# Accident de Nyonoksa
 (août 2019).
L'accident de Nyonoksa est un accident nucléaire ayant eu lieu sur une plateforme maritime russe dépendant de la Flotte du Nord le 8 août 2019, à 2 km du village russe de Nyonoksa, situé à 40 km de la ville de Severodvinsk, dans l’oblast d'Arkhangelsk.
Selon la version officielle russe, lors d’essais d’un système de propulsion à propergols liquides d’un nouveau missile, une explosion se serait produite, faisant plusieurs victimes parmi le personnel de la base participant aux essais. L'accident aurait dispersé une certaine quantité de radionucléides dans l'atmosphère, entraînant une hausse de la radioactivité dans les environs. Selon des experts américains, l'explosion pourrait avoir provoqué la fuite d'un petit réacteur nucléaire (peut-être liée au développement du Burevestnik 9M730, un missile à propulsion nucléaire, ou du projet de sous-marin-drone à énergie nucléaire Status-6 Poseidon).

## Contexte
L’accident semble s'être produit sur un ponton où sont testées de nouvelles armes. Certaines hypothèses évoquent le Burevestnik 9M730 (litt. « oiseau de tempête », nom russe du pétrel), un missile de croisière qui aurait pu faire partie des tests, et possiblement à l'origine de l'explosion selon certains experts.
Cet accident s’inscrit dans une série d'incidents susceptibles d'avoir des effets géopolitiques : explosion dans un dépôt de munitions à Atchinsk une semaine avant, incendie dans le sous-marin nucléaire Locharik à un moment où des tensions existent entre la Russie et les États-Unis qui s’accusent mutuellement de violer le traité sur les forces nucléaires à portée intermédiaire (INF). L'explosion a lieu peu après la confirmation du retrait américain du traité INF annoncé en octobre 2018 au motif que les services de renseignement américains soupçonnent les russes de fabriquer de nouvelles armes ne respectant pas le traité (depuis 2013, c'est-à-dire avant l'arrivée de Donald Trump à la présidence).
De plus, la série télévisée américaine Chernobyl retraçant l'explosion du réacteur no 4 de la centrale nucléaire de Tchernobyl vient d'être diffusée, notamment en Russie, ravivant les souvenirs laissés par le « nuage » de Tchernobyl.

## Chronologie

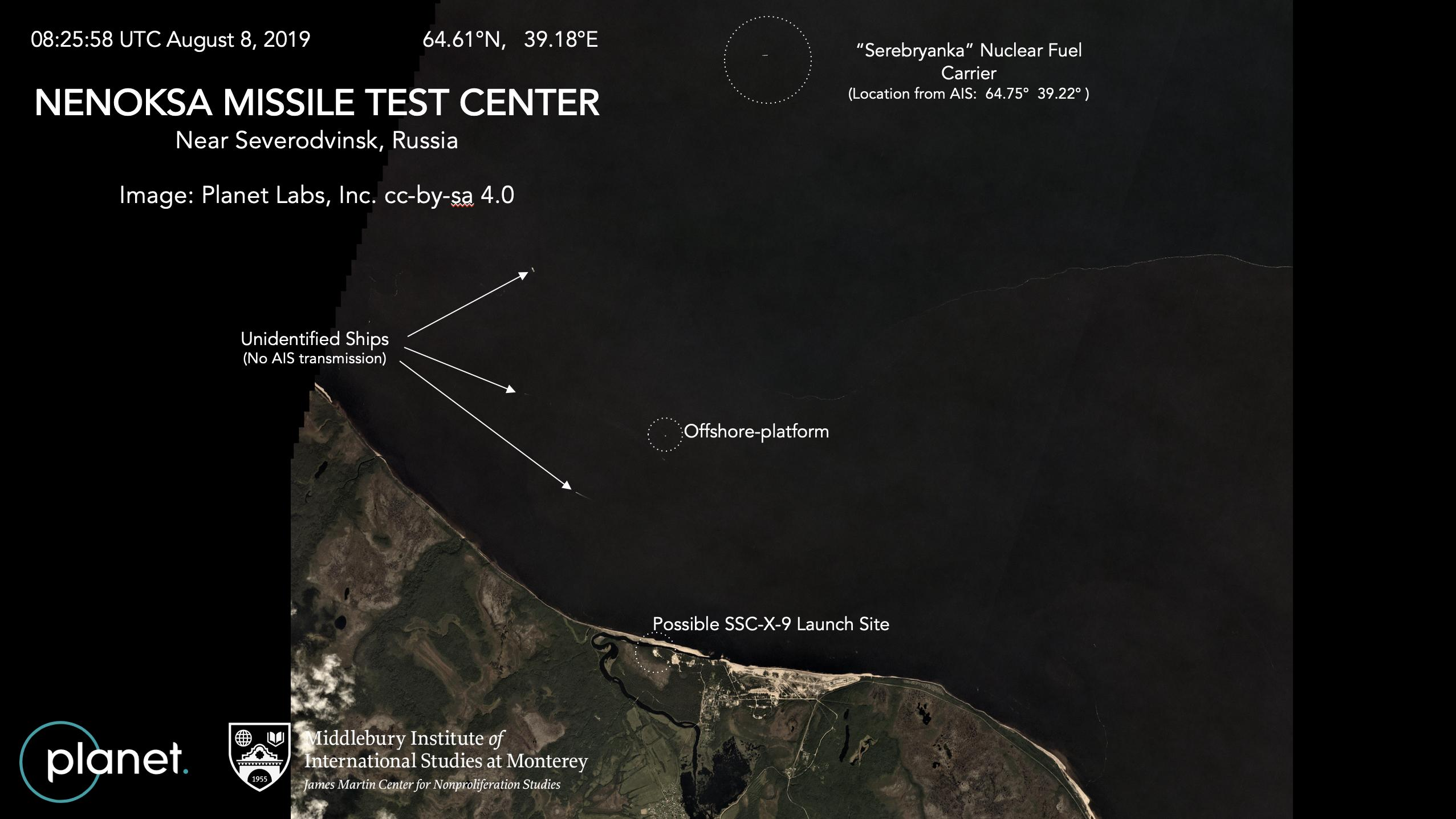
Photo satellite de la région de Nyonoksa (au sud de la Mer Blanche) prise le 8 août 2019, avec position (à gauche) de 3 navires non-identifié, d'un navire russe identifié : le Serebryanka, spécialisé dans le transport de déchets ou objets radioactifs.

L'accident aurait eu lieu le 8 août 2019, vers 6 h du matin (heure proposée par le journal The Moscow Times, citant un expert ayant interprété les données de radioactivité), dans le cadre d'un essai d'engin balistique dans la mer Blanche (sur une plate-forme en mer, selon la BBC), mais l'accident aurait pu commencer à bord d'un navire selon l'agence Tass, citant elle-même les services d'urgence. Le moteur de l'engin aurait soudainement et accidentellement pris feu et explosé, projetant les opérateurs du test à la mer, alors que selon Rosatom, les tests étaient terminés.
Les autorités russes évoquent d'abord une explosion de propergol liquide, mais Jeffrey Lewis (en), expert sur les questions de contrôle des armements à l’Institut d’études internationales Middlebury Institute of International Studies at Monterey (en) (Middlebury College, à Monterey), doute rapidement de cette explication et suggère que l'accident présentait une composante inhabituelle. Il évoque un possible lien avec une photo prise le 8 août par une société spécialisée dans l'imagerie satellite (Planet Labs). Cette image montrait la présence du Serebryanka, un navire russe spécialisé dans le transport de combustible nucléaire et d'objets ou déchets radioactifs, au large du polygone d'essais de missiles balistiques, de croisière et anti-aériens de Nyonoksa. Cette coïncidence avec l'explosion et l'incendie évoqués par les médias a fait penser à Lewis que l'essai pouvait concerner des tests sur un « missile de croisière à propulsion nucléaire ». L'hypothèse lui semble d’autant plus crédible que c'est aussi ce navire qui avait été utilisé pour récupérer une unité de propulsion nucléaire perdue après un essai avorté de missile de croisière à propulsion nucléaire en 2018 au large de la Nouvelle-Zemble en mer de Barents, également en Arctique. Huit jours après l'accident (15-16 août 2019), selon sa balise qui peut être suivie en temps réel sur le site Marinetraffic.com, le Serebryanka était à quai à son port d’attache, un peu au nord de Mourmansk, et à ce même moment il y avait une quinzaine de cargos ou navires équipés de balises d'identification automatique dans la mer Blanche, dont plusieurs sont identifiés comme barges ou remorqueurs (« tugs and special crafts »). Lewis, relayé par CNN et d’autres, suggère que, plutôt qu'un engin à propergol liquide, l'accident a pu survenir sur un missile Burevestnik 9M730 (aussi dénommé « SSC-X-9 Skyfall » par l’OTAN).
Le 10 août 2019, soit deux jours après, Rosatom, dont trois membres de son personnel sont hospitalisés, reconnaît que l'explosion revêtait le caractère d'un accident nucléaire ; selon le directeur scientifique du centre militaire affilié à Rosatom, Vyacheslav Soloviev, lors de l’accident, un petit réacteur nucléaire aurait été endommagé.
Le 14 août, un mini sous-marin de Classe Priz (modèle AS-34) de la flotte nordique est signalé dans la zone de l'accident, pour une mission inconnue. Cet engin est conçu pour diverses opérations techniques sous-marines, dont la recherche et sauvetage, disposant même d'une capacité à évacuer des humains enfermés dans un sous-marin ou un bateau coulé. Cet appareil a par exemple été utilisé pour l'opération de sauvetage du Koursk en août 2000. Il peut opérer jusqu'à 1 000 m de profondeur.
Le 31 août, des médias russes font savoir que le commandant de l'unité militaire 09703 (responsable du terrain d'entraînement et d'essais militaires de Nyonoksa) a averti les habitants du danger relatif aux objets projetés à terre par l'explosion, recommandant de ne pas s'en approcher,.
Le 2 septembre 2019, une vidéo du rivage de Nyonoksa publiée par Novaya Gazeta montre les deux pontons radioactifs utilisés dans les tests, échoués à l'embouchure de la rivière Verkhovka sur la grève de sable de la Baie de Dvinskaya, à 4 km de la gare de Nyonoksa. Selon les habitants, l’un des pontons s’est échoué là spontanément et l’autre a été apporté par un remorqueur. Le 31 août, le rayonnement de fond ne dépasse pas la norme dans le village voisin mais sur le rivage, à 150 mètres des pontons, il atteignait 154 micro-roentgen/heure et des habitants quelques jours plus tôt avaient dit que les dosimètres indiquaient 750 micro-roentgen/heure au même endroit (plus de 10 fois la norme). Dans le même temps, des déchets déposés près des pontons par l’eau sont également radioactifs (150 à 190 micro-roentgen/heure enregistrés ; un dosimètre Radex indique 154 micro-roentgen/heure près de débris et 186 près de la corde de remorquage.

## Intensité de l'explosion
L'intensité de l'explosion n'a pas été précisée par les rares communiqués officiels russes. Elle a été assez intense pour provoquer des morts et des blessés, et pour être enregistrée sur trois des sismographes de l'Organisation du traité d'interdiction complète des essais nucléaires (CTBO), ainsi que par un capteur d'infrasons. Ces informations ont été données par le CTBO après qu'il a été interrogé par la presse. Le CTBO a aussi émis une alerte sur X dans la nuit du 10 août, accompagnée des captures d'écran montrant le signal sismique enregistré correspondant. Les signaux sismiques d'une ou plutôt deux explosion(s) ont été enregistrés par le centre sismologique NORSAR (Norvège) et par la station de Bardufoss à Troms (Norvège).

## Radioactivité: type, intensité, localisation et origines possibles
Le 8 août, une première information publique est donnée par le site internet de la mairie de Severodvinsk qui informe que les capteurs disposés en ville ont « enregistré une brève hausse de la radioactivité ».Le lendemain, ce texte est retiré sans explication (le cache de la page a été effacé, mais la page a eu le temps d’être enregistrée par les archives du net).
Le 9 août, une autre légère augmentation du rayonnement gamma (de 3-5 μR/h) a été signalée plus à l'ouest par une Agence d'information portuaire, dans la petite ville d'Uma et dans les villages Kashkarantsi et Pyatytsa dans le district de Tersky de la région de Mourmansk. Greenpeace signale de son côté une élévation du niveau ambiant de rayonnement bêta observée les 9, 10 et 11 août à Arkhangelsk, avec ici une élévation du rayonnement bêta, mais aussi alpha, et sous forme de précipitations, avec un niveau qui a augmenté le 9 août entre 10 et 11 h, sans que les médias et le public n’aient été informés. Plus à l'ouest, peu après (le 15 août), l'Autorité norvégienne de sécurité nucléaire et de radioprotection signale avoir détecté (du 9 au 12 août 2019) des traces d'iode radioactif dans l'air du nord de la Norvège, en signalant qu'on ne peut pas relier cet iode avec certitude à l'accident d'Arkhangelsk, car de l'iode radioactif, généralement d'origine inconnue, est détecté six à huit fois par an en Norvège.
Les autorités russes n'ont pas caché que l'évènement était couvert par le secret défense. Dmitri Peskov (porte-parole de la présidence) a déclaré après le 20 août que les « rapports de sources anonymes » ne seraient pas commentés, et que s'il s'agissait d'un secret d'État, les citoyens seraient tenus de respecter leurs obligations, ce qui a alimenté les spéculations.
Lassina Zerbo (secrétaire exécutive de l'Organisation du traité d'interdiction complète des essais nucléaires ou CTBT) a signalé que plusieurs stations russes de surveillance de la radioactivité faisant partie du réseau mondial du Traité d'interdiction complète des essais nucléaires ont été subitement déconnectées du réseau international de suivi. Ces stations sont celles de Doubna et de Kirov, qui ont cessé de communiquer leurs données à l'ONU le 10 août, deux jours après l'accident ; puis le 13 août, ce sont celles de Bilibino, dans la région des Tchouktches, et du village de Zalesovo, dans l'Altaï qui sont devenues muettes. Lassina Zerbo a déclaré au Wall Street Journal que des responsables russes ont expliqué que le manque d'accès à ces stations était dû à des problèmes de réseau et de communication. De nombreux experts se doutent alors qu'un nuage radioactif a touché ces zones ; Lassina Zerbo a même posté sur X une modélisation de propagation d'un nuage radioactif qui aurait pu se produire à partir du point de l'explosion. Au-delà d'informer sur le niveau de radioactivité dans l'air, les capteurs devenus muets identifient aussi les radionucléides en cause.
Théoriquement, conformément à la convention d'Aarhus, comme en Europe, le droit russe ne permet plus que des informations sur la santé humaine et l'environnement soient classifiées. Greenpeace-Russie et plusieurs médias ont officiellement demandé ces informations aux autorités russes, sans réponse au 31 août, 23 jours après l'explosion.
Les autorités russes ont répondu que l'accident n'avait rien à voir avec l'interdiction des essais et qu'il constituait une affaire interne à la Russie. La publication de ces données est en outre « volontaire » a affirmé le vice-ministre des Affaires étrangères, Sergueï Riabkov le 22 août. Il a également estimé que cet épisode n'est « provoqué » par les médias ne présentait aucun risque pour l'environnement, la population et le personnel.
Selon les premières informations ensuite données par les médias et autorités locales, le 8 août 2019 à 12 h (9 h GMT), peu après l'explosion, « six des huit capteurs de Severodvinsk » ont enregistré une augmentation de la radioactivité gamma avec un dépassement de norme (dose mesurée de quatre à seize fois supérieure au fond habituel, d'après un communiqué de l'agence russe de météorologie Rosguidromet). L'accident semble lié aux activités d'une base militaire installée dans le village de Nyonoksa, dite « Unité militaire 09703 » ouverte en 1954 et spécialisée dans les essais de missiles de la flotte maritime militaire de Russie, notamment des missiles balistiques. La ville de Severodvinsk (la première à signaler une anomalie de radioactivité) est située à une trentaine de kilomètres à l'Est de cette base.
Le 10 août, un responsable local de la défense civile, Valentin Magomedov a déclaré à l'agence de presse Tass que le niveau de radiation a atteint jusqu'à 2,0 µSv/h pendant trente minutes, la limite réglementaire étant de 0,6 µSv/h, à comparer au niveau habituel pour le rayonnement gamma dans la région d'Arkhangelsk, qui est selon les autorités russes (rapport daté de 2018), de 0,09 μSv/h, bien que la région soit fortement concernée par des activités militaires liées au nucléaire. Inquiets, les habitants de Severodvinsk se sont rués sur les stocks d'iode et d'iodifères vendus en pharmacie,,.
Le 16 août 2019, une semaine après l'explosion, l'agence officielle Tass confirme le passage à Severodvinsk (à plusieurs dizaines de kilomètres du lieu de l'accident) d'un nuage qu'elle qualifie de « gaz inertes radioactifs », nuage qui s’est rapidement dissipé grâce aux conditions météorologiques du 8 août. L'agence ne précise pas le taux de radioactivité au point d'explosion, ni dans l'air, ni dans l'eau. Elle cite simplement le site de Roshydromet (Service fédéral d'hydrométéorologie et de surveillance de l'environnement de Russie) : « Il est supposé qu'une augmentation du DER (taux de dose équivalent ambiant de rayonnement gamma) […] le 8 août 2019 est associée au passage d'un nuage de gaz inertes radioactifs. La situation météorologique dans la région d'Arkhangelsk a contribué à la dispersion rapide du nuage ». Selon l'agence Tass, à Severodvinsk, la radioactivité a rapidement atteint 0,45  à   1,78 µSv/h, pour des valeurs de fond de 0,13  à   0,16 µSv/h. Selon Roshydromet, il y a bien eu deux élévations de la radioactivité ambiante, respectivement enregistrées à 8 h et à 14 h 30 (heure de Moscou dans les deux cas) puis le niveau est redevenu normal. Ces pics peuvent traduire deux évènements, ou être liés au comportement ou à la direction du vent (ce que les données météo ne confirmeront pas).
Le 26 août, le service fédéral d'hydrométéorologie et de surveillance de l'environnement du département du Nord de la Russie, Roshydromet, et son association de recherche Typhoon précisent la composition en radionucléides du nuage qui a touché Severodvinsk dans les heures qui ont suivi l’accident : les échantillons d'air et de pluie ont révélé un mélange d’isotopes technogènes (d’origine artificielle) de strontium, de baryum et de lanthane, et de nucléides fils ; tous produits de fission à vie courte : le strontium 91 a une demi-vie de 9,3 h, celle du baryum 139 est de 83 min et celle du baryum 140 est de 12,8 j, et le descendant radioactif du baryum, le lanthanum 140 également retrouvé n’a une demi-vie que de 40 h,. La composition isotopique était : strontium 91, baryum 139, baryum 140 et lanthane 140, dont la demi-vie radioactive est de 9,3 h, 83 min, 12,8 j et 40 h respectivement ; Roshidromet a précisé qu'à Severodvinsk ces isotopes n’étaient pas présents à des niveaux dangereux,). Selon Nils Bøhmer (expert norvégien en matière de sécurité nucléaire, chargé de la recherche et développement chez « Norwegian Decommissioning », l’organisme gouvernemental chargé d’étudier les options permettant de manipuler en toute sécurité le combustible irradié issu des réacteurs de recherche du pays qui ont été fermés) cette signature isotopique démontre qu'il y a eu une réaction en chaine et prouve qu'un réacteur nucléaire a été endommagé dans l'accident (sans probablement avoir explosé car le strontium 91, le baryum 139, le baryum 140 et le lanthane 140 ne sont pas les produits directs des réactions nucléaires en chaîne ; ils sont secondaires à la désintégration nucléaire de gaz rares à courte durée de vie (ex. : krypton et xénon) qui se forment spontanément dans la réaction en chaîne. D'autres experts, y compris dans les revues Science et Nature ont fait la même déduction. Cette réaction aurait pu avoir lieu à partir d'uranium 235 ou à partir de ses oxydes, des éléments qui « étaient considérés comme une source possible de combustible pour un missile à propulsion nucléaire dans les années 1960 et 1970 aux États-Unis » selon Meduza). La présence de ces isotopes contredit l'affirmation donnée les jours précédents selon laquelle la radioactivité détectée ne provenait que d’une « source isotopique d'une unité de propulsion fonctionnant au combustible liquide », puis l'information notamment relayée par Ria Novosti qu’il s’agissait d’une batterie nucléaire RTG (générateur thermoélectrique à radioisotope) comme celles utilisées dans certaines sondes spatiales ou satellites et dans certains phares de régions isolées de l’Arctique. Selon Nils Bøhmer la « source d’isotopes » d’un moteur à propergol liquide ayant explosé aurait laissé une tout autre signature isotopique. Les RTG ne peuvent en effet fonctionner qu’avec des radioisotopes à vie longue, qu'on aurait alors dû aussi retrouver dans les analyses.
Boris Zhuikov (responsable du laboratoire du complexe de radioisotopes de l'Institut de recherche nucléaire de l'Académie des sciences de Russie à Moscou) arrive à la même conclusion via des calculs montrant que si une explosion endommageait l'enveloppe et non le cœur d'un réacteur nucléaire, ce sont bien des gaz rares radioactifs — issus de la fission — qui vont fuir vers l'extérieur, donnant pour des détecteurs situés à Severodvinsk précisément la signature isotopique qu'on y a observé. En effet quand un cœur de réacteur est endommagé, il libère de l'iode et du césium radioactifs, rappelle dans le journal Nature (le 30 aout) Marco Kaltofen (scientifique nucléaire au Worcester Polytechnic Institute, et travaillant pour une société d'investigations sur l'environnement Boston Chemical Data Corp, dans le Massachusetts). Kaltofen, au vu d'indices, estime que le cœur pourrait néanmoins avoir été légèrement endommagé.
Selon The Barents Observer, parmi les nouveaux systèmes d’armes équipés d’un mini-réacteur nucléaire susceptibles d’être testés dans cette région, figurent : le missile de croisière Burevestnik et le drone-torpille nucléaire sous-marin Status-6 Poseidon.
Il existe au moins un précédent historique avec une telle signature isotopique : l'accident nucléaire de Tokaimura lors duquel en 1999, des opérateurs avaient involontairement amorcé une réaction nucléaire en chaîne (en dépassant la masse critique d’un petit stock d'uranium 235 non confiné et d’une solution de sel d'uranium) ; ils ont vu un éclat bleu vif et ressenti une vague de forte chaleur. Et dans ce cas, à la suite d'une petite explosion (qui a fait deux morts et un brûlé), on a retrouvé du strontium 91, du baryum 140 et du lanthane 140 sur les vêtements et les cheveux des victimes.
Selon Scott Ritter, dans un article publié dans le média conservateur The American Conservative, les deux pics de radioactivité détectés par le système de surveillance automatique du rayonnement (ASKRO) de Roshydromet à Severodvinsk ont impliqué d’abord des rayonnements gamma, puis des particules bêta, un « motif » correspondant aux caractéristiques du césium 137, qui libère des rayons gamma au fur et à mesure de sa désintégration, produisant ainsi du baryum 137, générateur de particules bêta (information rapportée sur le site web de Roshydromet, avant d'y être effacée).

### Risques pour la santé
Hors des risques (élevés) pour les personnes ayant été directement exposé au moment de l'accident, ou qui seraient exposés à des objets directement contaminés, la dose externe reçue lors du passage du nuage dans les villes où il a été détecté est très faible.
Selon les informations disponibles il n'y a pas eu (ou très peu) d'émissions de césium ou d'iode radioactif dans l'air, deux radionucléides connus pour leur dangerosité. Le nuage contenait du strontium 91, du baryum 139, du baryum 140 et du lanthane 140, des radionucléides qui peuvent être inhalés ou ingérés, mais qui perdent la moitié de leur radioactivité en quelques heures à quelques jours, par contre le strontium 91 est plus dangereux (plus que le strontium 90, plus courant, et dont la demi-vie radioactive est de 28,8 ans). Le baryum 140 et le lanthane 140 ne sont pas considérés comme persistants dans l’organisme humain car ils sont rapidement excrétés.
Selon Boris Zhuykov (directeur d’un laboratoire de l'Institut de recherche nucléaire de l'Académie des sciences de Russie) interrogé par le media letton Meduza, les victimes directes de l'accident pourraient avoir été exposées à une dose d'isotopes à vie courte » ; peut-être à beaucoup de baryum 140, mais les médecins n'auraient alors pas dû être contaminés par leurs patients. Ces blessés ont été confiés à l’institution fédérale ISTC Burnazyan (Moscou) ; principale institution de la FMBA de Russie dans le domaine de la médecine nucléaire.

## Bilan humain
Les premières informations sur l'accident ont officiellement fait état de trois blessés (six selon le journal Le Temps) et sept morts, deux chez les militaires (« deux représentants du ministère de la Défense russe ») et cinq parmi le personnel du RFNC-VNIIEF, centre militaire nucléaire fédéral dépendant de l'Agence fédérale de l'énergie atomique Rosatom,. Le 12 août, le Courrier international écrit que les ingénieurs ont été projetés dans la mer et que leurs corps n'ont pas été retrouvés. Le 13 août, Le Monde, se basant sur un article du Washington Post, écrit que les ingénieurs ont été inhumés le 12 août à Sarov, qui accueille le principal centre de recherches nucléaires russe et où sont fabriquées les ogives nucléaires du pays. Le journal français souligne que le lieu n'est pas anodin, rappelant que c’est ici que furent conçues les premières bombes atomiques soviétiques, que la ville est fermée, sous très haute surveillance, et interdite d’accès aux étrangers sans autorisation. Le directeur du centre nucléaire de Sarov, Valentin Kostyukov, a déclaré que les victimes ont essayé mais n'ont pas réussi à empêcher l'explosion. « Nous avons vu qu'ils essayaient de reprendre le contrôle de la situation », a-t-il dit. « Les recherches se sont poursuivies jusqu'à ce qu'il y ait un espoir de retrouver des survivants. Seulement après cela, les décès de cinq employés de Rosatom impliqués dans des travaux liés à une source d'énergie radioisotopique faisant partie du missile ont été annoncés » a précisé RIA Novosti.
Les cinq scientifiques et ingénieurs tués dans l'accident étaient tous membres du Centre nucléaire de la fédération de Russie - Institut panrusse de recherche scientifique en physique expérimentale, ou RFNC-VNIIEF, créé lors de la guerre froide et basé à Sarov et ils travaillaient tous depuis un an à un projet tenu secret en mer Blanche :
- Alexey Vyushin, membre du RFNC-VNIIEF depuis 1998 après avoir été diplômé (département Énergie de l'université d'Ivanovo). Il développait des équipements spéciaux et des logiciels, et a participé à des travaux sur des équipements d'expérimentation au Grand collisionneur de hadrons[45] (il a été membre de la collaboration ALICE au CERN, au moins jusqu'en 2016[38]) ;
- Evgeny Korataev (50 ans), présenté comme principal ingénieur en électronique de son département[45] ;
- Vyacheslav Lipshev (40 ans), chef du groupe de recherche et d'essais depuis un an, et présenté comme spécialiste des techniques de mesure, ayant travaillé sur la préparation d'équipements spéciaux[45] ;
- Sergei Pichugin (46 ans), présenté comme ingénieur de test de première catégorie, responsable de l'installation et de la mise en service d'équipements de test[45] ;
- Vladislav Yanovsky (71 ans), auteur de plus de cinquante rapports et publications, adjoint puis chef du département de recherche et d’essai, membre du centre depuis 47 ans et présenté comme l'un de ses spécialistes les plus expérimentés ; pêcheur et chasseur passionné[45].

Ils ont été enterrés à Sarov le 12 août (où deux journées de deuil ont été décidées).
La presse officielle présente ces « testeurs » comme des héros qui recevront une récompense posthume pour leur travail, alors que « leurs familles recevront une somme forfaitaire de 120 salaires pour les employés décédés. Les enfants de ces familles recevront le revenu moyen des soutiens de famille décédés jusqu'à ce qu'ils atteignent l'âge adulte ». Un monument à leur mémoire a aussi été annoncé, qui devrait être construit à Sarov.
D'après le Washington Post, citant le site Dvina Today, dix membres du personnel médical ayant soigné les blessés de l'explosion ont eux aussi été envoyés à Moscou, afin d'être à leur tour pris en charge. Le 24 août, on confirme que les premières équipes chargées des blessés à Arkhangelsk n'ont visiblement pas été averties de l'aspect « contamination radioactive » des blessés pris en charge.
Le 13 août, Novaya Gazeta évoque un bilan de sept morts et six à quinze blessés graves.

## Bilan environnemental
Une semaine après l'accident qui a eu lieu en mer, non loin du centre d'essais naval central de la marine russe (basé dans le village de Sopka), peu d'informations sont disponibles, notamment sur une éventuelle contamination de l'eau de la mer Blanche.
Le ministère russe de la Défense avait déjà, avant le test, fermé une partie de la mer Blanche en y créant du 9 août au 10 septembre une interdiction de baignade et une zone d’exclusion pour les bateaux de pêche et toute navigation civile (la zone interdite est la baie de la Dvina ; située au nord de la zone d’essai de Nyonoksa ; cette baie est longue de 93 km et large d'environ 130 km, et elle abrite et dessert les villes d'Arkhangelsk et de Severodvinsk). Un site norvégien consacré à l'Arctique, le Barents Observer, a fait savoir qu'un navire russe transporteur de déchets nucléaires, le Serebryanka, semblait être présent dans la zone d'exclusion le 9 août avant et peu après l'accident. Selon sa balise, la semaine suivante il était à quai à Mourmansk, son port d'attache.
Concernant la contamination de l'air, la Norvège a fait savoir qu'elle a détecté (du 9 au 12 août) des traces d'iode radioactif, à Svanhovd, via une station de mesure de la qualité de l'air située près de sa frontière avec la Russie. La Suède et la Finlande n'ont rien signalé.
Alexander Chernyshov (directeur scientifique adjoint du Centre nucléaire fédéral russe affilié à Rosatom) explique dans une vidéo diffusée tard dans la soirée du 11 août, que le personnel du centre a quant à lui mesuré non pas une mais deux vagues de radiations à la suite de l'accident ; les articles publiés dans la première semaine ne précisaient pas la direction et vitesse des vents ou des courants, ni si des mesures ont été faites dans l'eau.
Le centre hospitalier régional d'Arkhangelsk n'a pas publié d'information sur l'admission et le traitement des victimes de l'explosion de Nyonoksa. Le Service fédéral de sécurité (FSB) a convoqué le personnel médical et les médecins chargés de traiter ces patients et leur a fait signer des accords de non-divulgation. Selon le même journal, trois blessés ont été conduits à l'hôpital en ambulance et y sont arrivés vers 16 h 30 (heure locale) « nus et enveloppés dans des sacs en plastique translucides » sans qu'on ait précisé aux médecins et membres de l’hôpital si ces patients pouvaient être radioactifs. Le personnel ne comprend pas pourquoi ils n'ont pas été adressés à un hôpital militaire, plutôt que dans cet hôpital civil non équipé pour ce type d'urgence. Toujours selon des médias russes, un des membres de l'hôpital aurait été contaminé par du césium 137.

## Programme militaire
Malgré ces morts, l'agence nucléaire russe a assuré vouloir « continuer le travail sur les nouveaux types d'armes », qui sera « poursuivi jusqu'au bout. ». C'est la partie propulsive d’un missile expérimental contenant des liquides radioactifs qui a explosé.
Selon des experts américains, l’accident est vraisemblablement lié aux essais d’un missile de croisière à propulsion nucléaire dont la Russie cherche à se doter, le Burevestnik 9M730,.
Cependant, le 13 août, le porte-parole du Kremlin, Dmitri Peskov a refusé de confirmer qu’il s’agit du Burevestnik 9M730, mais assuré que la compétence atteinte par la Russie en matière de missiles à propulsion nucléaire « dépasse significativement le niveau atteint par d’autres pays et est assez unique ».
Lors des funérailles des cinq personnes de l'Institut, Alexei Likhachev qui dirige Rosatom, a déclaré : « La meilleure façon de s'en souvenir est de poursuivre nos travaux sur de nouveaux types d'armes, qui seront achevés sans faute ».

## Conjectures sur les circonstances de l'accident

### Hypothèses
- La version officielle est celle d'une explosion de propergol ayant endommagé une batterie produisant son énergie à partir d'un radioisotope (GTR ou Générateur thermoélectrique à radioisotope).
- Fin août, la chaine CNBC, citant comme source un rapport non publié des services de renseignement américains, affirme que l'explosion de Severodvinsk pourrait s'être produite non pas lors d'un test, mais lors d'une opération visant à récupérer un missile perdu en mer dans le Golfe de Dvina lors d'essais précédents, laissant entendre qu'il pourrait peut-être s'agir d'un prototype de missile Burevestnik[59]. Selon The Moscow Times, la version russophone de Radio Free Europe / Radio Liberty (financée par les États-Unis) a abouti à des conclusions similaires sur la base de l'analyse des photographies montrant des conteneurs du même modèle que ceux utilisés en Russie pour les déchets nucléaires, conteneurs déjà observés sur des sites de test antérieurs supposés être ceux du nouveau missile Burevestnik[60]. La radio Radio Svoboda a adopté une version similaire, basée sur des images de plates-formes flottantes endommagées et des images satellite d’un navire de sauvetage conçu pour soulever une technologie submergée[61].
- D'autres experts comme Kofman pensent que l'hypothèse du Burevestnik est peu crédible car pour équiper un missile, un réacteur nucléaire devrait être léger, or ils nécessitent tous un lourd blindage, sans lequel le réacteur mettrait en danger les personnes qui l'approcheraient lors de son utilisation ; de plus ce type de missiles devrait être testé à partir de la terre plutôt que de la mer[38]. L'origine de la pollution radioactive ne serait donc probablement pas un système de propulsion de missile, mais peut-être une torpille-drone à énergie nucléaire (type Poséidon), ou un réacteur nucléaire sous-marin sous pression destiné à alimenter des infrastructures sous-marines, ou un petit réacteur destiné à des applications spatiales[38].

### Enquête
- Selon le quotidien Kommersant, une enquête officielle a été ouverte pour élucider les circonstances ayant provoqué l'explosion[42].

## Mesures de protection de la population
- Selon la presse locale, il a été annoncé que les environ 450 habitants du village de Nyonoksa devaient être évacués en train pour une durée de deux heures le 14 août[10], puis cette évacuation aurait été annulée. Selon The Moscow Times citant RIA Novosti, les résidents de Nyonoksa seront évacués chaque mois par un train spécial durant deux heures (tôt le mercredi matin) pour des activités militaires planifiées dans la ville ; évacuation qui selon un villageois existe déjà : « c'est prévu, tout le monde est emmené du village environ une fois par mois, même si certains restaient derrière. Mais maintenant, après les derniers événements, je pense que tout le monde va partir ». Le gouverneur de la région d'Arkhangelsk (Igor Orlov) a nié que l'évacuation soit une urgence, affirmant qu'il s'agissait d'une mesure de routine, déjà « prévue ».
- La partie sud-est de la mer Blanche a été interdite de baignade et à la pêche, en raison de la présence de carburants toxiques précise Novaïa Gazeta[33].